# 小倉保己
小倉 保己（おぐら やすみ、1925年（大正14年）- 2013年（平成25年）5月27日）は、日本の歯学者・医学者・薬理学者。専門は、歯科薬理学。医学博士（千葉大学・論文博士・1959年）。石巻専修大学第2代学長。東北大学名誉教授。学校法人専修大学元顧問。小倉隅仙の号で書家としても活動。

## 経歴
東京市浅草区にて出生。旧制・成蹊高等学校（理科甲類）卒業。
1946年千葉医科大学医学部卒業し、千葉医科大学医学部薬理学教室（小林龍男教授）助手。その後、パリ大学医学部留学（Jean CHEYMOL教授に師事）、千葉大学医学部講師、同大学腐敗研究所助教授を経て、東北大学歯学部教授。フグ毒研究の権威。同歯学部長を務めた後、1988年東北大学停年退官。同名誉教授。学校法人専修大学常任顧問として石巻専修大学の開学に尽力。石巻専修大学理工学部教授。1990年に東北・北海道地区の薬理学を中心とする研究者助成を主目的に設立・委託した『西宮機能系基礎医学研究助成基金』は現在なお活動中。1991年石巻専修大学2代学長、2001年石巻専修大学退職。
1959年、千葉大学より医学博士の学位を取得、学位論文の題は　「抗ヒスタミン剤の薬理学的研究 : とくに毛細血管の透過性を中心として 」。

## 受賞歴
- 勲二等瑞宝章（2002年）[3]
- 正四位（2013年）

## 研究業績
- 『歯科における抗炎症薬療法』
- 『ヒスタミン』
- 『現代歯科薬理学』

この他、グッドマン、ギルマン『薬理書』に引用されたフグ毒関連論文。

## 文化人としての側面
- 医学に従事する傍ら、松崎柴庵に師事し小倉隅仙の号で書家としても活動。また、日本画・陶芸を修め独自の表現を探求した。